# 三高ビル (久喜市)
三高ビル（さんこうビル）は、埼玉県久喜市久喜中央四丁目に所在する、三高商事が運営するショッピングセンター、食堂街、雑居ビルである。1974年（昭和49年）6月開業（第1ビル）。

## 概要
埼玉県道153号幸手久喜線沿いに立地する。イトーヨーカドー久喜店と専門店街（店舗面積12,980平方メートル）、てられす（飲食店街）、三高サロン（宴会場）、雑居ビル、スポーツクラブなど4つのビルで構成されている。また、第1ビルは埼玉県久喜市周辺では初の総合スーパー（イトーヨーカドー）である。イトーヨーカドーの開店より数年後、結婚式場の三高サロン（第2ビル）がオープンし、その後第3ビルがオープン。1995年12月1日に、第1ビルであるイトーヨーカドーの増床工事が完成。第2ビルは2007年11月に結婚式場から宴会場へ転換し、2009年11月27日にてられす（飲食店街）がオープンした。てられす1階のフードテラスは開店当初はファーストフード5店舗の集合客席でスタートし、2012年時点で、フードテラスの区画は2店舗が入居している。
商圏は久喜市内のほか、周辺市町まで広がっている。

## ビルの概要
第1ビルと第2ビルは屋根で直結されている。第3ビルと第1ビルは市道を挟んで隣接している。なお第1ビルは建設後、増築された（中央吹き抜け部分東側）。

### 第1ビル （イトーヨーカドー久喜店、三高専門店会）
出店テナントの詳細はイトーヨーカ堂公式サイト「専門店街のご紹介」および三高専門店会公式サイトを、フロア構成については「店舗のご案内」を参照。
核店舗はイトーヨーカドー久喜店である。

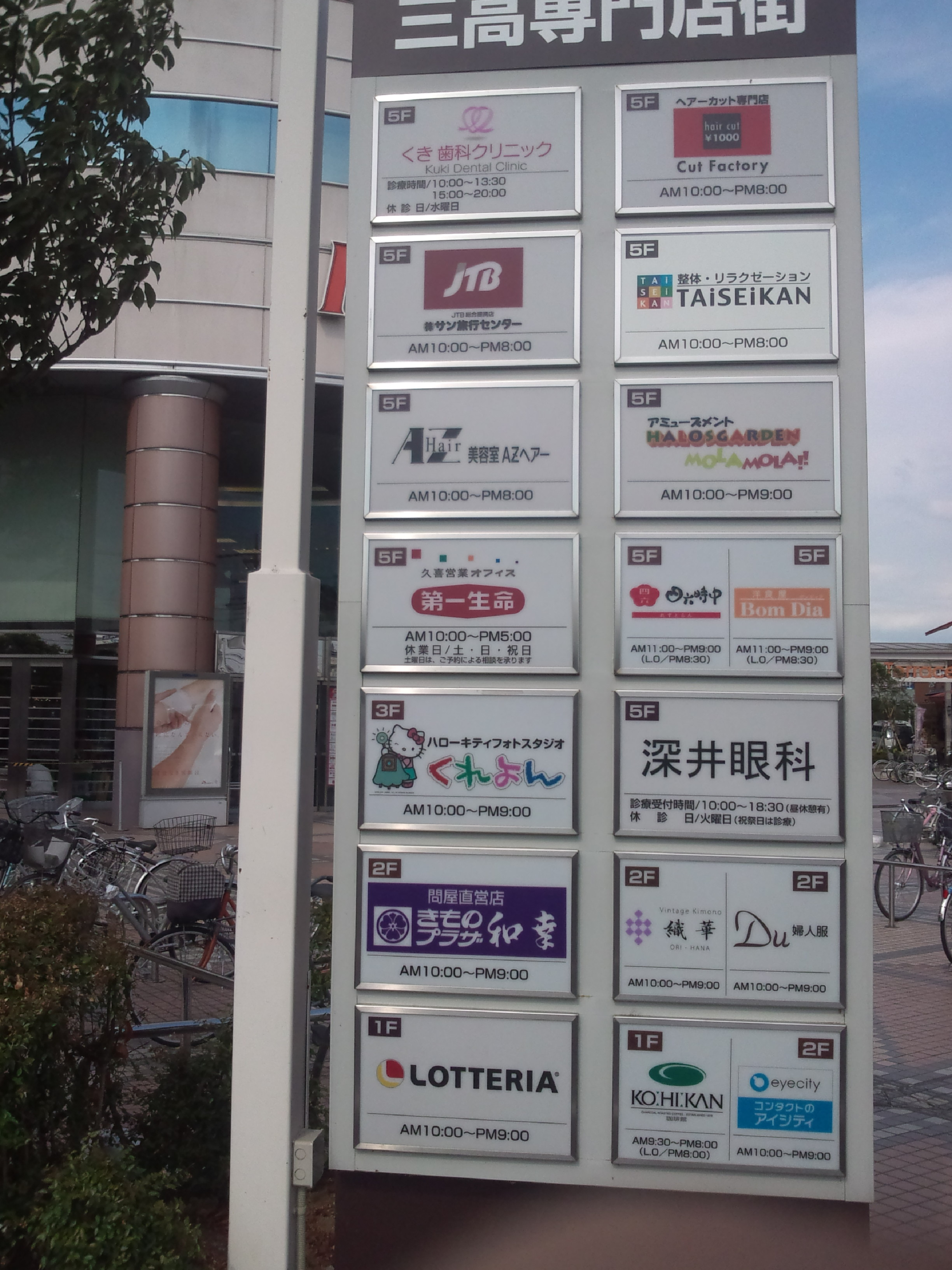
第1ビルのテナント一覧、2012年8月28日現在

1階は食料品売り場を中心に銘店、ファーストフードのテナントが入居する。物産展などの催事も当フロアで行われる。2階は主に婦人服、 婦人靴、服飾小物、化粧品などの売り場で構成されている。またテナントもアクセサリーショップ、婦人服、婦人靴などのテナントが、健康関係のテナントでは コンタクトレンズ専門店が出店している。3階はスポーツ用品(ヒマラヤスポーツ）、子供服、ベビー用品、紳士服の売り場で構成されている。子供服の売り場が立地されている関係で、子供向け写真館やや子供英会話教室といった子育て支援のテナントが立地している。4階は家電量販店(ノジマ)、100円ショップ(キャンドゥ)、本屋(宮脇書店)など暮らし関連のテナントで構成されている。5階は保険営業所や旅行代理店、 美容室、整体屋、医療機関などのサービス関係のテナントが立地する。かつては飲食店やゲームセンターがあった。

### 第2ビル（てられす）

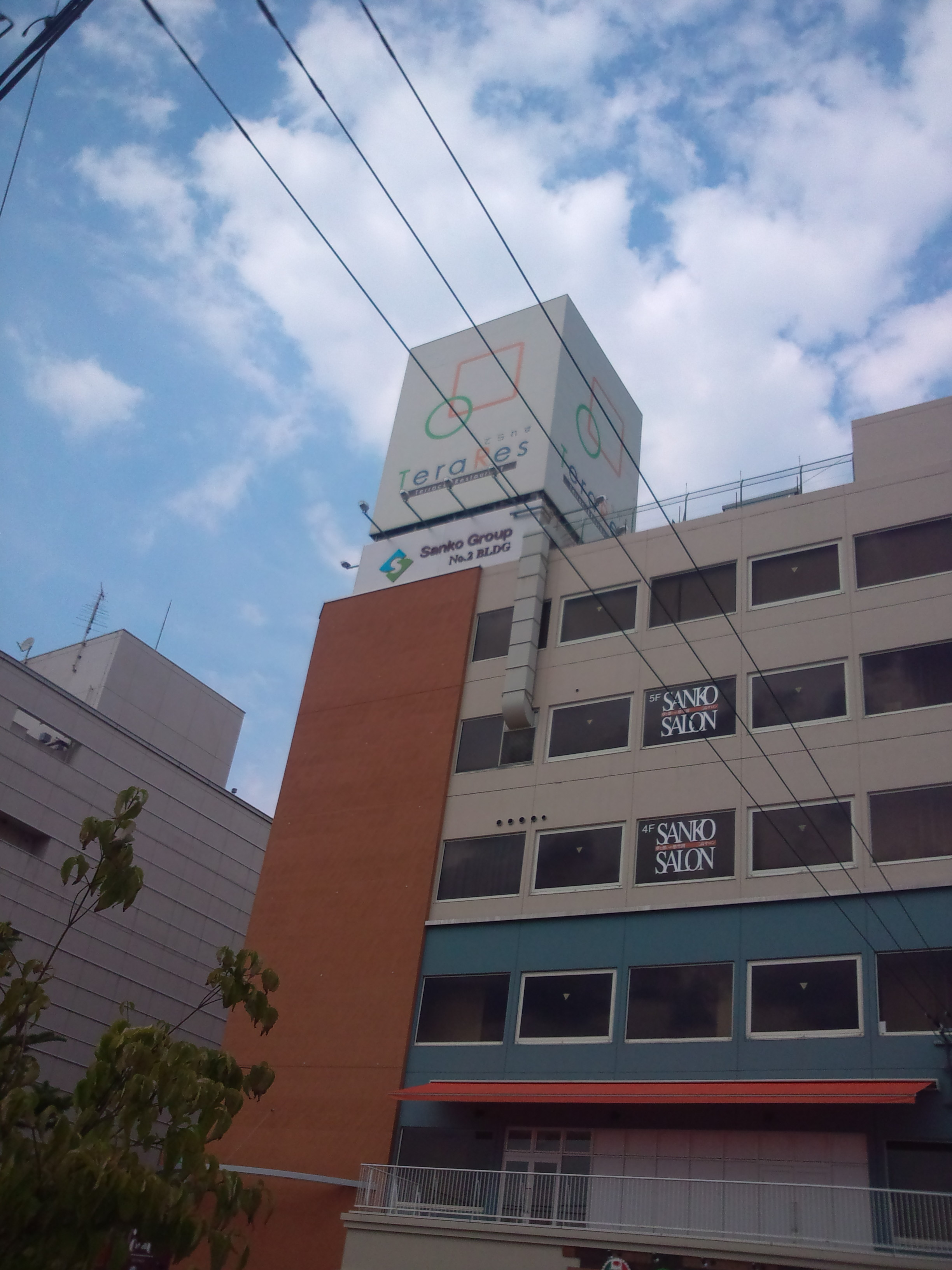
第2ビル（てられす）

第2ビル は飲食店街「てられす」である。1階のカフェ（現在は撤退）とカレーショップ、ラーメン店は屋外にも座席があるオープンテラスになっている。
4階、5階は宴会場になっており、以前は結婚式場だった。

### その他のビル棟

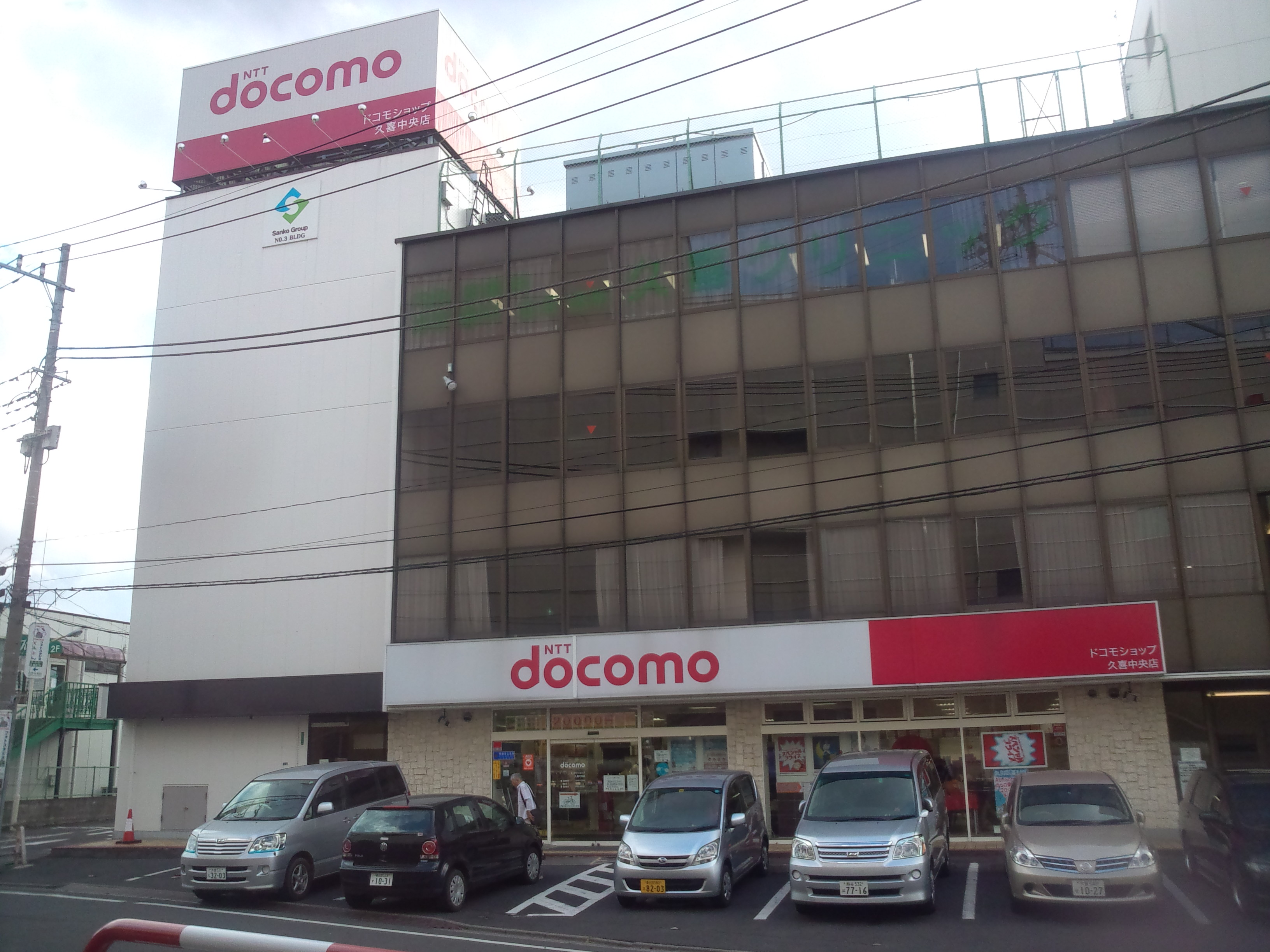
第3ビル

第3ビルは携帯電話ショップ、医療機関、学習塾が入居する雑居ビルになっている。第1ビルから直線で150m離れた敷地に、2007年5月に開業したスポーツクラブが入居する第5ビルが立地する。

### 閉店したテナント
- キデイランド（第1ビル4階、2010年9月30日閉店）[27]
- 新星堂（第1ビル4階、2010年11月30日閉店）[28]
- カフェ・ド・セントロ（第2ビルてられす1階、2015年10月18日閉店）[19]

## 隣接地
幸手久喜線に立地していることを利用して店舗北側周辺は量販店、飲食店を中心に商業施設が多数立地している。第1ビル西側隣には2011年3月7日にサイカンシステム運営の葬儀場「プリエ久喜」がオープンした。この建設については近隣住民から反対意見が出されていた。